# Chiesa di Santa Croce (Palestrina)
La chiesa di Santa Croce è un luogo di culto cattolico di Palestrina, situato insieme all'attiguo convento delle Clarisse in via Porta Santa Croce, non lontano da Palazzo Barberini.

## Storia
La chiesa di Santa Croce con l'annesso convento furono voluti da Cornelia Baglione, moglie del principe di Palestrina. I lavori di costruzione, iniziati nel 1565, terminarono nel 1570; tuttavia l'aspetto attuale è frutto di successive modifiche che hanno coinvolto sia la configurazione esterna quanto l'apparato interno. Inizialmente il monastero era occupato dai frati cappuccini ma, svuotatosi, fu affidato dopo la seconda guerra mondiale alle suore Clarisse, che avevano perso il loro convento di Santa Maria degli Angeli (in quella che è l'odierna via della Vittoria) a causa dei bombardamenti.

## Descrizione
La chiesa è caratterizzata da un'estrema semplicità stilistica, emblema dei principi di austerità a di modestia tipici dell'ordine cappuccino. In facciata le uniche emergenze sono costituite dal portale di ingresso, una finestra rettangolare ed una sovrastante finestra ad oblò. Anche l'interno risponde ad una grande semplicità architettonica e decorativa. Di particolare interesse è il coro ligneo collocato dietro l'altare maggiore. Sulla sinistra si apre un'inferriata attraverso la quale le suore del monastero (di clausura) possono assistere alle celebrazioni liturgiche. Sempre sulla sinistra, in una cappella laterale è conservato un bel dipinto della Santa Croce con sant'Elena, san Francesco ed un altro santo (olio su tavola). Si tratta della pala originaria dell'altare principale, di grandi dimensioni e ricca di storia, che meriterebbe di ritornare al suo posto ora occupato dal bellissimo crocifisso che era un tutt'uno con la pala stessa. La chiesa è circondata da un vasto parco, ora di pertinenza del convento, mentre in prossimità si trova la porta Santa Croce, voluta dal principe Francesco Colonna e costruita nel 1593 per garantire un ulteriore accesso alla città.